# 斯塔諾夫良卡區

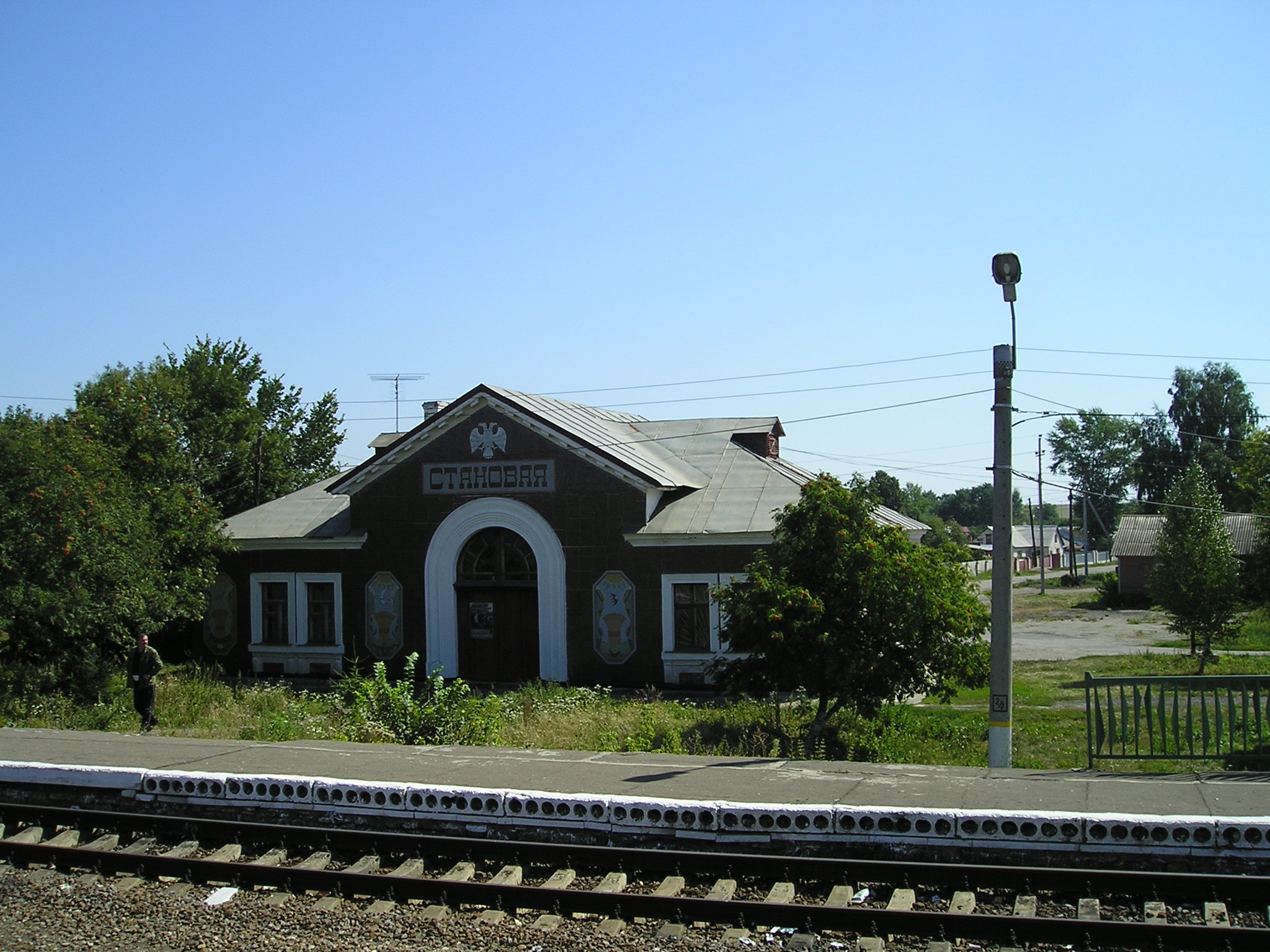

52°45′57″N 38°20′47″E / 52.76583°N 38.34639°E
斯塔諾夫良卡區（俄语：Становлянский район），是俄羅斯的一個區，位於該國西部，由利佩茨克州負責管轄，面積1,350平方公里，2010年人口18,746，人口密度每平方公里13.89人。